# Carcaboso (kommunhuvudort)
Carcaboso är en kommunhuvudort i Spanien.   Den ligger i provinsen Provincia de Cáceres och regionen Extremadura, i den centrala delen av landet, 220 km väster om huvudstaden Madrid. Carcaboso ligger 277 meter över havet och antalet invånare är 1 019.
Terrängen runt Carcaboso är platt åt nordväst, men åt sydost är den kuperad. Runt Carcaboso är det glesbefolkat, med 10 invånare per kvadratkilometer. Närmaste större samhälle är Plasencia, 10,8 km öster om Carcaboso. Omgivningarna runt Carcaboso är huvudsakligen savann.